# Ticonderoga (fumetto)
Ticonderoga, pubblicato anche come Ticonderoga Flint, è un fumetto argentino scritto da Héctor Oesterheld e disegnato da Hugo Pratt e Gisela Dester. È stato pubblicato a puntate tra il 1957 e il 1962 sulle riviste Frontera e Frontera Extra della Editorial Frontera.

## Trama
La storia è ambientata a metà del XVIII secolo, negli Stati Uniti, all’epoca del conflitto Franco-britannico che precedette la Dichiarazione di Indipendenza degli Stati Uniti.
Il protagonista Ticonderoga Flint è un giovane e coraggioso orfano fedele al re d’Inghilterra Giorgio II. Caleb Lee è un ragazzo dai capelli rossi, che decide di andare in guerra contro i Francesi per diventare un eroe per la sua gente e per Shirley, la ragazza che ama. Numokh, "L'uomo-che-cammina", è un saggio indiano, forte, coraggioso, giusto, solitario ed enigmatico che si unisce al gruppo facendo loro da guida e insegnando loro i misteri della natura.
La serie è la storia dell’iniziazione di Caleb, che abbandona il suo popolo con l'obiettivo di conoscere il mondo. Ricorrenti sono i conflitti tra Caleb e Ticonderoga (detto "Ticón") per contendersi l'amore di qualche ragazza, i combattimenti all’ultimo sangue con gruppi di indiani violenti, gli scontri con animali selvatici, le battaglie e le azioni di spionaggio contro i Francesi. Numokh è la figura guida che renderà Caleb Lee e Ticón degli uomini, insegnando loro tutto ciò che serve a sopravvivere.
La prima parte della storia è caratterizzata dal conflitto tra l’esercito inglese e i francesi, alleati con gli Uroni, fino alla Battaglia di Ticonderoga. In seguito Numokh rivela ai due compagni di aver ricevuto una richiesta da lontano, "da spirito a spirito", da parte di un amico che vive in territori sconosciuti dell’ovest, e che gli chiede di raggiungerlo attraversando luoghi inesplorati e pieni di pericoli. Ticón e Caleb (che Numokh ha soprannominato Sakun-Ka "testa dura") decidono di accompagnarlo in questo viaggio pericoloso in terre mai ancora calpestate da nessun uomo bianco.
Come in diverse altre opere di Oesterheld (L'Eternauta, Sherlock Time, Mort Cinder), la storia è vista dalla prospettiva di un testimone, compagno e amico del protagonista. È infatti lo stesso Caleb, molti anni più tardi (nel 1814) e ormai in punto di morte, a raccontare alle nipoti le sue avventure con Ticonderoga e Numokh.

## Edizioni
Il fumetto è comparso nelle seguenti edizioni:
- (ES) Hugo Pratt, Ticonderoga, in Frontera, testo di Héctor Oesterheld, Editorial Frontera, 1957-1962. URL consultato il 6 agosto 2016.

## Edizioni italiane
In Italia il fumetto è stato pubblicato in diverse edizioni, tra cui:
- Hugo Pratt, Ticonderoga, in Radar, testo di Héctor Oesterheld, n. 78-103, Angelo Fasani, 1962-1963. URL consultato il 6 agosto 2016.
- Hugo Pratt, Ticonderoga, in Sgt.Kirk, testo di Héctor Oesterheld, 1, 2, 22, 30, Edizioni Ivaldi, 1967-1969. URL consultato il 6 agosto 2016.
- Hugo Pratt, Ticonderoga, in Sgt.Kirk, testo di Héctor Oesterheld, 60,61, Edizioni Ivaldi, 1979. URL consultato il 6 agosto 2016.
- Hugo Pratt, Ticonderoga, testo di Héctor Oesterheld, Il Gatto e la Volpe, 1981. BROSSURATO 30x22 [1]
- Hugo Pratt, Ticonderoga, testo di Héctor Oesterheld, Rizzoli LIzard, 2017. 2 volumi cartonati in cofanetto